# Lucaiani

Suddivisione dei popoli taino: I lucaiani appartenevano ai taino occidentali

I lucaiani (inglese Lucayans, spagnolo Lucayos) erano gli originari abitatori delle isole Bahamas prima della colonizzazione europea.
Appartenevano al più ampio gruppo dei taino, che all'epoca abitava la maggior parte delle isole dei Caraibi. Il loro nome deriva dalla parola taino Lukku-Cairi, che significa "abitatori delle isole".
I lucaiani furono il primo gruppo di amerindi incontrati da Cristoforo Colombo nella sua navigazione nel Continente Americano. Al suo arrivo nel Nuovo Mondo, il navigatore genovese trovò ad attenderlo questa popolazione autoctona molto pacifica, già molto evoluta rispetto alle altre popolazioni caraibiche dedite alla guerra e al cannibalismo. I lucaiani, infatti, erano un gruppo politicamente, socialmente e religiosamente organizzato che si dedicava prevalentemente alla pesca e alla coltivazione del tabacco.
Prima dell'arrivo degli europei si stima che i lucaiani fossero circa 40.000, ma a causa delle epidemie e della schiavitù imposta loro dagli europei, già nel 1517 erano completamente scomparsi.
Il diario di Cristoforo Colombo contiene le uniche osservazioni contemporanee dei lucaiani. Altre informazioni sui costumi dei lucaiani sono arrivate da indagini archeologiche e dal confronto con ciò che è noto della cultura taíno a Cuba e Hispaniola. I lucaiani si distinguevano dai taíno di Cuba e Hispaniola per le dimensioni delle loro case, l'organizzazione e l'ubicazione dei loro villaggi, le risorse che usavano e i materiali usati nelle loro ceramiche.

## Genetica
Nel 2018, i ricercatori hanno estratto con successo il DNA da un dente trovato in un contesto di sepoltura nella Preacher's Cave sull'isola di Eleuthera. Il dente è stato datato direttamente intorno al 776-992 d.C. L'analisi genetica ha rivelato che il dente apparteneva a una donna. Se confrontato con le popolazioni contemporanee, l'antico individuo mostra la più stretta affinità genetica con i parlanti Arawakan dei bacini dell'Amazzonia e dell'Orinoco, con la più stretta affinità con il Palikur. L'individuo è stato assegnato all'aplogruppo B2 del mtDNA.

## Storia

### Origine e insediamento
Tra il 500 e l'800 d.C., i taíno iniziarono ad attraversare in piroga da Hispaniola e/o Cuba alle Bahamas. Le rotte ipotizzate per le prime migrazioni sono state da Hispaniola alle Isole Turks e Caicos, da Hispaniola o Cuba orientale all'isola di Great Inagua, e dal centro di Cuba a Long Island (nelle Bahamas centrali). I siti di insediamento nelle Isole Caicos differiscono da quelli trovati altrove alle Bahamas, assomigliando a siti di Hispaniola associati agli insediamenti classici di taíno sorti dopo il 1200. William Keegan sostiene che i siti di Caicos rappresentano quindi una colonizzazione dopo il 1200 da parte di taíno di Hispaniola alla ricerca di sale dalle saline naturali dell'isola. Great Inagua è più vicina sia a Hispaniola 90 chilometri (56 miglia) che a Cuba 80 chilometri (50 miglia) rispetto a qualsiasi altra isola delle Bahamas, e i siti su Great Inagua contengono grandi quantità di ceramiche temperate con sabbia importate da Cuba e/o Hispaniola, mentre i siti su altre isole delle Bahamas contengono più ceramiche temprate a conchiglia ("Palmetto Ware"), che si sono sviluppate alle Bahamas. Mentre il commercio (in piroghe) tra Cuba e Long Island è stato riportato da Colombo, ciò ha comportato un viaggio di almeno 260 chilometri (160 miglia) in mare aperto, sebbene gran parte di questo avvenisse nelle acque molto basse del Great Bahama Bank. Inoltre, i taíno probabilmente non si stabilirono nel centro di Cuba fino a dopo il 1000, e non ci sono prove particolari che questa fosse la rotta dell'insediamento iniziale delle Bahamas.
Da un insediamento iniziale dell'isola di Great Inagua, i lucaiani si espansero in tutte le isole Bahamas in circa 800 anni (c.700 - c.1500), raggiungendo una popolazione di circa 40.000. La densità della popolazione al momento del primo contatto europeo era più alta nell'area centro-meridionale delle Bahamas, diminuendo verso nord, riflettendo il tempo di occupazione progressivamente più breve delle isole settentrionali. I siti di insediamenti lucani conosciuti sono limitati alle diciannove isole più grandi dell'arcipelago, o a banchi più piccoli situati a meno di un chilometro da quelle isole. Keegan ipotizza una rotta migratoria verso nord da Great Inagua Island ad Acklins e Crooked Islands, quindi a Long Island. Dall'espansione di Long Island sarebbe andata a est verso Rum Cay e l'isola di San Salvador, a nord di Cat Island e ad ovest di Great e Little Exuma Islands. Da Cat Island l'espansione è proseguita verso Eleuthera, da cui sono state raggiunte New Providence e Andros a ovest e le isole Great e Little Abaco e Grand Bahama a nord. I siti dei villaggi lucani sono noti anche a Mayaguana, a est dell'isola di Acklins, e Samana Cay, a nord di Acklins. Ci sono anche siti di villaggio su East, Middle e North Caicos e su Providenciales, nelle Isole Caicos, almeno alcune delle quali Keegan attribuisce a una successiva ondata di insediamenti da Hispaniola. La densità di popolazione nelle Bahamas più meridionali è rimasta inferiore, probabilmente a causa del clima più secco (meno di 800 millimetri (31 pollici) di pioggia all'anno sull'isola di Great Inagua e sulle Isole Turks e Caicos e solo leggermente più alta su Acklins e Isole Crooked e Mayaguana).
Sulla base dei nomi lucani per le isole, Granberry e Vescelius sostengono due origini di insediamento; uno da Hispaniola alle Isole Turks e Caicos attraverso Mayaguana e Acklins e Crooked Islands fino a Long Island e alle Isole Great e Little Exuma, e un altro da Cuba attraverso Great Inagua Island, Little Inagua Island e Ragged Island a Long Island e Exumas. Granberry e Vescelius affermano anche che intorno al 1200 le Isole Turks e Caicos furono reinsediate da Hispaniola e da allora in poi fecero parte della cultura e dell'area linguistica del taíno classico, e non più Lucaiana.

### L'incontro lucaiano-spagnolo
Nel 1492 Cristoforo Colombo salpò dalla Spagna con tre navi, cercando una rotta diretta verso l'Asia. Il 12 ottobre 1492 Colombo raggiunse un'isola delle Bahamas, un evento a lungo considerato la "scoperta" dell'America. Questa prima isola visitata da Colombo fu chiamata Guanahani dai lucaiani e San Salvador dagli Spagnoli. L'identità del primo approdo americano di Colombo rimane contestata, ma molti autori accettano l'identificazione di Samuel E. Morison di quella che in seguito fu chiamata Watling (o Watling's Island) come San Salvador di Colombo. L'ex isola di Watling fu ufficialmente ribattezzata San Salvador nel 1925. L'identificazione di Samaná Key di Luis Marden come Guanahani è il più forte contendente con l'ex teoria dell'isola di Watling. Colombo visitò diverse altre isole delle Bahamas alla ricerca dell'oro prima di salpare per Cuba.
Colombo trascorse alcuni giorni visitando altre isole nelle vicinanze: Santa María de la Concepción, Fernandina e Saomete. I lucaiani di San Salvador avevano detto a Colombo che avrebbe potuto trovare un "re" che aveva molto oro nel villaggio di Samaot (scritto anche Samoet, Saomete o Saometo). I capi e i villaggi taíno spesso condividevano un nome. Keegan suggerisce che la confusione di ortografia fosse dovuta a forme grammaticalmente diverse del nome per il capo e per il villaggio o l'isola, o fosse semplicemente dovuta alla difficoltà di Colombo con la lingua lucana. Colombo trascorse tre giorni navigando avanti e indietro lungo la costa di un'isola alla ricerca di Samaot. Ad un certo punto ha cercato di raggiungere Samaot navigando verso est, ma l'acqua era troppo bassa e ha sentito che navigare intorno all'isola era "una strada molto lunga". Keegan interpreta questa descrizione per adattarla al gruppo Acklins/Crooked Islands, con una nave nel lato ovest in grado di vedere la costa occidentale dell'isola di Acklins attraverso le acque molto basse della Bight of Acklins, dove c'era un villaggio che si estendeva per circa 6 chilometri (3,7 miglia) lungo la costa.
Amerigo Vespucci trascorse quasi quattro mesi alle Bahamas dal 1499 al 1500. Il suo diario di quel tempo è vago, forse perché sconfinava nelle scoperte di Colombo (che all'epoca rimase sotto Colombo). Potrebbero esserci stati altri approdi spagnoli non registrati alle Bahamas, naufragi e spedizioni di schiavi. Le mappe pubblicate tra il 1500 e il 1508 sembrano mostrare dettagli delle Bahamas, di Cuba e del continente nordamericano che non furono ufficialmente riportati fino a tardi. Manufatti europei del periodo sono stati trovati a San Salvador, Isole Caicos, Long Island, Little Exuma, Acklins Island, Conception Island e Samaná Cay. Tali ritrovamenti, tuttavia, non provano che gli spagnoli abbiano visitato quelle isole, poiché il commercio tra i lucaiani potrebbe aver distribuito i manufatti.

### Schiavitù e genocidio
Colombo rapì diversi lucaiani a San Salvador e Santa María de la Concepción. Due fuggirono, ma Colombo riportò in Spagna alcuni lucaiani alla fine del suo primo viaggio. Vespucci portò 232 lucaiani in Spagna come schiavi nel 1500. Lo sfruttamento spagnolo del lavoro dei nativi di Hispaniola ridusse rapidamente quella popolazione, portando il governatore di Hispaniola a lamentarsi con la corona spagnola. Dopo la morte di Colombo, Ferdinando II d'Aragona ordinò nel 1509 che gli indiani fossero importati dalle isole vicine per compensare le perdite di popolazione a Hispaniola, e gli spagnoli iniziarono a catturare i lucaiani alle Bahamas per usarli come braccianti a Hispaniola. All'inizio i lucaiani vendevano a Hispaniola per non più di quattro pesos d'oro, ma quando si seppe che i lucaiani erano esperti di tuffi per conchiglie, il prezzo è salito a 100 a 150 pesos d'oro e i lucaiani sono stati inviati all'isola di Cubagua come cercatori di perle. Nel giro di due anni le Bahamas meridionali furono in gran parte spopolate. Gli spagnoli potrebbero aver portato via fino a 40.000 lucaiani nel 1513. Carl O. Sauer descrisse la spedizione di Ponce de León del 1513 in cui "scoprì" la Florida semplicemente come "un'estensione della caccia agli schiavi oltre le isole deserte". Quando gli spagnoli decisero di trasferire i restanti lucaiani a Hispaniola nel 1520, riuscirono a trovarne solo undici in tutte le Bahamas. Successivamente le Bahamas rimasero disabitate per 130 anni.

## Cultura e società
I lucaiani facevano parte di una più ampia comunità taíno nelle Grandi Antille. I lucaiani, insieme ai taíno in Giamaica, la maggior parte di Cuba e parti della Hispaniola occidentale sono stati classificati come parte di un gruppo culturale e linguistico Sub-taíno, Western taíno o Ciboney taíno. Keegan descrive qualsiasi distinzione tra lucaiani e taíno classici (di Hispaniola e Cuba orientale) come in gran parte arbitraria. I lucaiani vivevano in unità politiche più piccole (semplici regni, rispetto alle strutture politiche più elaborate in Hispaniola), e la loro lingua e cultura mostravano differenze, ma rimasero taíno, sebbene un "entroterra" del più ampio mondo taíno. I lucaiani erano collegati a una rete commerciale a livello caraibico. Colombo osservò il commercio effettuato tra Long Island e Cuba in piroga. Un pezzo di giadeite trovato sull'isola di San Salvador sembra aver avuto origine in Guatemala, sulla base di un'analisi degli elementi in traccia.
Colombo pensava che i lucaiani somigliassero ai Guanci delle Isole Canarie (in parte perché avevano un colore della pelle intermedio tra europei e africani). Ha descritto i lucaiani come belli, aggraziati, ben proporzionati, gentili, generosi e pacifici, e di solito camminavano quasi completamente nudi. Pietro Martire d'Anghiera diceva che le donne lucane erano così belle che uomini di "altri paesi" si trasferivano nelle isole per star loro vicino. Le donne dopo la pubertà indossavano una piccola gonna di cotone e gli uomini potevano indossare un perizoma fatto di foglie intrecciate o cotone. Alcune persone indossavano occasionalmente fasce per la testa, fasce per la vita, piume, ossa e gioielli per orecchie e naso. Erano spesso tatuati e di solito applicavano vernice sui loro corpi e/o volti. Hanno anche praticato appiattimento della testa. I loro capelli erano neri e lisci, e li tenevano tagliati corti tranne che per alcuni capelli dietro che non venivano mai tagliati. Colombo riferì di aver visto cicatrici sui corpi di alcuni degli uomini, che gli furono spiegate come il risultato di tentativi di cattura da parte di persone di altre isole.
La società lucana era basata sulla discendenza per linea materna, tipica della cultura taíno nel suo insieme. Gli spagnoli hanno riferito che una donna risiedeva presso la famiglia del marito, ma Keegan sostiene che non si trattava di residenza patrilocale in senso stretto, ma piuttosto di residenza presso la casa dello zio del marito (residenza avunculocal).

### Abitazioni
I lucaiani, come altri popoli taino, vivevano in case plurifamiliari. Le descrizioni delle case lucane da parte degli spagnoli corrispondono a quelle delle case usate da taíno in Hispaniola e Cuba: a forma di tenda rotonda, alta, fatta di pali e paglia, con un'apertura in alto per far uscire il fumo. Colombo descrisse le case dei lucaiani come pulite e ben spazzate. Le case erano arredate con reti di cotone (una specie di amaca) per letti e suppellettili, e servivano soprattutto per dormire. Ogni casa ospitava una famiglia allargata. Non ci sono rapporti sopravvissuti sulle dimensioni delle case lucane, ma le stime di circa 20 persone per casa nelle comunità taíno nella Cuba pre-contatto sono citate da Keegan come una stima ragionevole per le case lucane. Sebbene non menzionate per le case lucane, le case a Cuba sono state descritte come dotate di due porte. I classici villaggi di taíno a Hispaniola e nella parte orientale di Cuba avevano tipicamente case disposte intorno a una piazza centrale e spesso situate lungo i fiumi con accesso a buoni terreni agricoli. D'altra parte, i villaggi lucani erano lineari, lungo la costa, ma si trova anche sul lato sopravvento ovunque le insenature di marea fornissero una costa protetta.

### Dieta
I lucaiani coltivavano radici e cacciavano, pescavano e raccoglievano cibi selvatici. Il raccolto base dei lucaiani era la manioca. Gli spagnoli riferirono anche che i lucaiani coltivavano patate dolci, malanga, maranta, leren, yampee, arachidi, fagioli e cucurbitacee. I lucaiani probabilmente portarono con sé la maggior parte, se non tutti, i loro raccolti alle Bahamas. Il mais era una recente introduzione nelle Grandi Antille quando arrivarono gli spagnoli, ed era solo una componente minore delle diete taíno e, presumibilmente, lucaiane. I lucaiani potrebbero aver coltivato papaia, ananas, guava, Melicoccus bijugatus e tamarindo.
C'erano pochi animali terrestri disponibili alle Bahamas per la caccia: Geocapromys ingrahami (in lingua taíno utia), Cyclura, piccole lucertole, granchi di terra e uccelli. Mentre i taíno tenevano cani e anatre mute, solo i cani furono segnalati dai primi osservatori o trovati nei siti lucaiani. Meno del dodici per cento della carne consumata dai lucaiani proveniva da animali terrestri, di cui tre quarti provenivano da iguane e granchi terrestri. Più dell'80% della carne nella dieta lucana proveniva da pesci marini, quasi tutti pascolati su alghe e/o coralli. Tartarughe marine e mammiferi marini (Neomonachus tropicalis e focene) fornivano una piccolissima porzione di carne nella dieta lucana. L'equilibrio della carne nella dieta proveniva dai molluschi marini.

### Altre coltivazioni
I lucaiani coltivavano cotone (Gossypium barbadense) e tabacco e usavano altre piante tra cui agave, furcraea e ibisco per la fibra nelle reti da pesca. Uno dei marinai di Colombo ha ricevuto 12 chilogrammi (26 libbre) di cotone in commercio da un singolo Lucaiano. Sebbene Colombo non vedesse il tabacco usato dai lucaiani, notò che commerciavano un tipo di foglia che consideravano prezioso. Piante del genere Bixa venivano utilizzate per produrre una vernice per il corpo rossastra e jagua (Genipa o Melicoccus bijugatus) per la vernice per il corpo nera. 

### Manufatti
I lucaiani scolpivano nel legno canoe, lance, ciotole e sgabelli cerimoniali. Gli strumenti per tagliare, tagliare e raschiare la pietra venivano importati da Cuba o Haiti. La maggior parte delle ceramiche era del tipo chiamato "Palmetto Ware", tra cui "Abaco Redware" e "Crooked Island Ware". Questo è stato prodotto nelle isole utilizzando terreni argillosi rossi locali temperati con conchiglie bruciate. La ceramica Palmetto Ware era solitamente non decorata. Non ci sono differenze note che possono essere utilizzate per datare o sequenziare le ceramiche Palmetto Ware. Alcune (di solito meno dell'uno per cento dei frammenti raccolti nella maggior parte delle Bahamas, circa il dieci per cento nelle Isole Caicos) sono state importate da Cuba e/o Haiti. I lucaiani fabbricavano ami da pesca in osso o conchiglia e punte di arpione in osso. I lucaiani probabilmente non usavano archi e frecce. La prima menzione da parte degli spagnoli in cui dissero di incontrare indiani che usavano archi e frecce fu nella baia di Samaná, nella Hispaniola nord-orientale.
Uno dei pochi manufatti della vita lucana che è stato trovato in una varietà di aree dell'arcipelago delle Bahama è il duho. I duhos sono sedili scolpiti che si trovano nelle case dei cacicchi taíno o dei capi di tutta la regione caraibica. Duhos "ha avuto un ruolo di primo piano nel mantenimento dei sistemi politici e ideologici di taíno... [ed erano]... letteralmente sedi di potere, prestigio e rituali". Duhos fatti di legno che di pietra, anche se quelli fatti di legno tendono a non durare quanto le sedie di pietra e sono, quindi, molto più rari. Ci sono duhos in legno intatti nelle collezioni del Musée de l'Homme di Parigi e del British Museum a Londra (quest'ultimo rinvenuto sull'isola di Eleuthera).